# بچه‌های بهشت (مجموعه تلویزیونی ۱۳۷۷)
بچه‌های بهشت مجموعه تلویزیونی ایرانی به کارگردانی حسین قاسمی جامی محصول سال ۱۳۷۷ است. موضوع این مجموعه تلویزیونی در مورد حسین فهمیده است.

## داستان
رحمتی فیلم‌سازی جوان است که در جبهه با دو نوجوان همرزم حسین فهمیده و بهنام محمدی، آشنا بوده است. وی اکنون پس از جنگ می‌خواهد زندگی فهمیده را بازسازی کند اما پیدا کردن نوجوانان شبیه به فهمیده و محمدی برایش مشکل است. تا اینکه پسری سیزده‌ساله را در کرج پیدا می‌کند که ابتدا بازی در این نقش را نمی‌پذیرد اما پس از آشنایی با بازیگر نقش بهنام و خواندن فیلم‌نامه آن را قبول می‌کند...